# Сања Савић Милосављевић
Сања Савић Милосављевић (Сарајево, 31. децембар 1988) српска је сценаристкиња, редитељка, романописац, драмски писац и доцент на Катедри за општу књижевност и театрологију Филозофског факултета на Палама.

## Биографија
Сања Савић Милосављевић рођена је у Сарајеву 1988. године. Дипломирала је и мастерирала на Катедри за драматургију на Факултету драмских уметности у Београду, а 2019. одбранила и докторски уметнички пројекат под називом ''Прича о Мики мраву: Функције филмског сценарија у процесу адаптирања прозе у анимирани филм'', такође на Факултету драмских уметности у Београду.
Као драмски писац дебитовала је комадом Код шејтана или Једна добра жена (премијерно изведен у УК Вук Стефановић Караџић, 2018. године), након чега су јој изведене драме Сребрни цар (2020, Пулс театар) и Као да не бисмо (Пулс театар, премијера у мају 2022).

## Дела
Објавила је збирке приповедака: 
- Кад жирафа проговори (2010)[4]
- Вријеме вашара (2013)[5]
- Брда (2020)[6]
- Приче лопова поштењачине (2021)[7]

Објавила је романе:
- Неоштрине (2016)[8]
- Туђа кост (2019)[9]
- Теферич на Славији (2022)[10]
- Мартин удио (2024)

Објавила је драме: 
- Сребрни цар (2017)
- Птице и друге драме (2019)[11]
- Улица пресованих жаба

Објавила је збирку песама Унутрашњи рељефи (2023) и учествовала у новелизацији анимираног филма Прича о Мики мраву (2023).
Вредност њеног књижевног рада, препознала је комисија фонда Креативна Европа, која је подржала превод романа Неоштрине на немачки језик у оквиру пројекта који реализује Издавачка кућа Арете.

### Сценаристкиња и редитељка
Сценаристкиња је телевизијских серија:
- Време зла (15 епизода емитованих 2021. на телевизији Нова, реемитовање на Радио-телевизији Србије крајем априла 2022) [15][16]
- Време смрти (15 епизода емитованих 2024. на телевизији Нова),
- Бранилац

Косценарискиња је филма Чудотворац Тумански из 2022. године.
Као сценариста и редитељ снимила је три кратка играно-анимирана филма: 
- Бубамара, 2011.
- Како мрави и краве утичу на женски живот, 2013.[18]
- Прича о Мики мраву, 2019. (Пприказан на више од 20 фестивала анимираног филма и награђен са пет награда.)[19]

Као сценариста и редитељ потписала је дугометражни играни филм Наши очеви, мајке и њихова дјеца, премијерно приказан на ФЕСТ-у, 2017. године.

## Награде
- 2022. године - Награда Златна антена за сценарио за ТВ серију Време зла, на фестивалу Федис у Београду[21]
- 2023. године − Награда Слободан Стојановић за драму Улица пресованих жаба[22]
- 2025. године - Књижевна награда Београдски победник за најбољи роман објављен у току 2024. године, за роман Мартин удио
- 2025. године - Годишња награда Удружења књижевника Републике Српске за 2024. годину, за роман Мартин удио[23]
- 2025. године - Књижевна награда Исидора Секулић, за роман Мартин удио[24]
- 2025. године - Књижевна награда Шушњар, за роман Мартин Удио [25]
- Роман Теферич на Славији био је у најужем избору за књижевне награде Београдски победник, Меша Селимовић и Гроздана Олујић.[26][27][28], док је роман Мартин удио био у најужем избору за награде Меша Селимовић[29] и Владан Десница [30]